# ГАЗ-63
ГАЗ-63 е руски 4-колесен камион произвеждан от ГАЗ. Разработен е от предходния модел ГАЗ-51 и външно много прилича на него.
ГАЗ-63 е използван за основа при разработката на бронираната машина БТР-40.